# Elif Başaran
Pour les articles homonymes, voir Başaran.
Elif Başaran (née Onur le 20 décembre 1989 à Artvin) est une joueuse de volley-ball turque. Elle mesure 1,85 m et joue au poste de réceptionneuse-attaquante. Elle est mariée au volleyeur turc İbrahim Başaran.

## Clubs
| Club                | De        | À         |
| ------------------- | --------- | --------- |
| Bosch Spor Bursa    | 2005-2006 | 2005-2006 |
| Nilüfer Belediye    | 2006-2007 | 2011-2012 |
| Fenerbahçe İstanbul | 2012-2013 | 2013-2014 |
| Beşiktaş İstanbul   | 2014-2015 | 2014-2015 |
| Halkbank Ankara     | 2015-2016 | 2015-2016 |
| Nilüfer Belediye    | 2017-2018 | …         |

## Palmarès
- Championnat de Turquie
  - Finaliste : 2014.
- Coupe de Turquie
  - Finaliste : 2011, 2014.
- Coupe de la CEV (1)
  - Vainqueur : 2014.
  - Finaliste :2013.